# Der Magus
Der Magus (Originaltitel: The Magus) ist ein 1965 erschienener Roman des englischen Autors John Fowles.
Der Magus ist Fowles’ erster Roman, den er jedoch erst nach dem Erfolg seines Romans The Collector (dt. Der Sammler) publizierte. Fowles begann mit dem Roman in den 1950ern und arbeitete autobiografische Erfahrungen ein, die er als Englischlehrer auf der griechischen Insel Spetses gemacht hat. Er schrieb und revidierte den Roman über zwölf Jahre, bevor er 1966 publiziert wurde, und obgleich er sowohl von den Kritikern, als auch von den Lesern begeistert aufgenommen wurde, bearbeitete er den Roman immer wieder, bis 1977 eine überarbeitete Fassung erschien. Der Magus war ein Bestseller, nicht zuletzt, weil Fowles das Zeitgefühl der 1960er-Jahre widerspiegelt und das zeitgenössische Interesse an der Philosophie des Existenzialismus, an der Psychoanalyse und einem philosophischen Mystizismus ansprach. Der Roman gilt als Fowles’ Hauptwerk. Er zählt zu den wichtigsten englischen Romanen des 20. Jahrhunderts und trug maßgeblich dazu bei, dass Fowles 1999 für den Literaturnobelpreis vorgeschlagen wurde. Die deutschsprachige Übersetzung von Walter Schürenberg erschien erstmals 1969 im Ullstein Verlag, Frankfurt am Main und Berlin. 1980 brachte der Verlag eine von Martin Kluger erstellte deutsche Bearbeitung der Fowles’schen Neufassung von 1977 heraus.

## Inhalt
Im Mittelpunkt der Handlung steht der junge intelligente, aber lebensunerfahrene Oxford-Absolvent Nicholas Urfe, der eine Beziehung zu der Australierin Alison begonnen hat. Als die Beziehung intensiver wird, als dem unreifen Nicholas lieb ist, nimmt er eine Stelle als Englischlehrer auf der griechischen Insel Phraxos an. Dies bietet ihm eine willkommene Gelegenheit, der Bindung zu Alison zu entfliehen. Im Zustand absoluter Langeweile, depressiv, als Möchtegern-Dichter desillusioniert und überwältigt von der mediterranen Insel, unternimmt er einen Selbstmordversuch, beginnt sich danach aber mit langen Spaziergängen selbst zu therapieren. Dabei trifft er auf den reichen anglo-griechischen Kosmopoliten Maurice Conchis, der alleine auf seinem Inselgrundstück zu leben scheint und dem eine mysteriöse Vergangenheit als Nazi-Kollaborateur nachgesagt wird.
Nicholas ist zunächst fasziniert von der paradox erscheinenden Weltanschauung Conchis’ – des Magus –, von seiner mysteriösen persona und seinen exzentrischen Masken. Nicholas wird immer tiefer in Conchis’ psychologische Manipulationen und Inszenierungen hineingezogen, die er nicht als solche durchschaut. Unwillentlich und ohne sein Wissen wird er Protagonist einer im Roman „Gottesspiel“ (engl. godgame) genannten, eigens für ihn geschaffenen Parallelwelt. Die arrangierten Szenarien werden so intensiv, dass Nicholas nicht mehr unterscheiden kann, was real ist und was nicht. Am Ende wird er mit den wahren Spielern, die zusammen mit Conchis das Gottesspiel initiiert haben, konfrontiert, und begreift, dass die Begebenheiten der Nazi-Okkupation, die absurden Spiele im Geiste eines Marquis de Sade und die obszöne Parodie eines griechischen Mythos nichts mit dem Leben des vermeintlichen Magus Conchis zu tun haben, sondern mit seinem eigenen.

## Verfilmung
Der Roman wurde 1968 unter dem gleichen Titel (deutscher Verleihtitel Teuflische Spiele) von Guy Green verfilmt. In den Hauptrollen spielten Michael Caine als Nicholas Urfe, Anthony Quinn als Maurice Conchis, Anna Karina als Alison, Candice Bergen als Lily/Julie, und Julian Glover als Anton. Gedreht wurde auf Mallorca. Die Filmadaption scheiterte trotz der Starbesetzung an der Komplexität des Romans. Michael Caine sagte, dies sei der schlechteste Film gewesen, in dem er je gespielt habe, weil niemand verstanden habe, worum es eigentlich gehe. Umgekehrt bemängelte John Fowles als Autor gerade dieses fundamentale Unverständnis der Film-Crew und wertete es als Symptom für die zunehmende Verflachung des Systems Hollywood bzw. der Major Companies, wie er es ausführlich in seinen Tagebüchern notiert und in seinem späteren Roman Daniel Martin (1977) literarisch verarbeitet hat. Berüchtigt wurde der Film durch ein Zitat von Woody Allen: „Wenn ich mein Leben nochmal leben könnte, würde ich alles wieder genauso machen, mit der Ausnahme, dass ich ‚The Magus‘ nicht noch einmal ansehen würde.“ „The Magus“ erschien trotz dieser vernichtenden Urteile 2006 auf DVD.